# ميخائيل ماركوف
ميخائيل ماركوف هو لاعب شطرنج قيرغيزستاني، ولد في 1989.

## وصلات خارجية
- ميخائيل ماركوف على موقع الاتحاد الدولي للشطرنج (الإنجليزية)
- ميخائيل ماركوف على موقع مباريات الشطرنج (الإنجليزية)
- ميخائيل ماركوف على موقع 365Chess.com (الإنجليزية)
- ميخائيل ماركوف على موقع Chesstempo.com (الإنجليزية)
- ميخائيل ماركوف سجل أولمبياد الشطرنج على موقع OlimpBase.org (الإنجليزية)